# Termoplast
Termoplast (tudi plastomer) je nezamrežen polimerni material sestavljen iz dolgih linearnih ali delno razvejanih polimernih verig, ki so prostorsko vezane s šibkimi molekulskimi ali van der Walsovimi vezmi.
Termoplasti niso odporni proti povišani temperaturi, tako ob segretju najprej postanejo plastični primerni za oblikovanje, nato pa tekoči primerni za brizganje. Po ohladitvi talina otrdi in obdrži dano obliko. Procesi oblikovanja so reverzibilni, kar pomeni, da lahko termoplaste recikliramo. 
Danes obstaja več različnih termoplastičnih materialov. Na področju strojništva jih največkrat delimo na: 
- amorfne termoplaste
- delnokristalne termoplaste

Splošno se amorfni materiali po predelavi manj krčijo in so zato dimenzijsko manj problematični, poleg tega pa so tudi izotropični, za razliko od delnokristaliničnih materialov, ki se bolj krčijo in so anizotropični.